# Fremantle Marlins Water Polo Club
Fremantle Marlins Water Polo Club é um clube de polo aquático australiano da cidade de Fremantle.

## História
Fremantle Marlins Water Polo Club compete na Australian women National Water Polo League. 

## Títulos
- Australian Women National Water Polo League
  - 2004, 2005, 2007 e 2008.